# Martin M-130
De Martin 130 'Clipper' of M-130 was een vliegboot die door de Glenn Martin vliegtuigfabriek in Santa Ana (Californië) werd gemaakt. Drie Clippers werden gebouwd voor Pan Am.
In de jaren dertig had Pan American World Airways de behoefte aan een vliegboot met een groot bereik om lange-afstand vliegdiensten over de oceaan te gaan uitvoeren. Glenn Martin maakte in 1935 drie watervliegtuigen en op 21 oktober 1936 werd de eerste Pan Am dienst met dit type vliegtuig gestart.
De vliegtuigen werden uitgerust met vier radiaalmotoren van 830 paardenkracht (pk). De romp bood ruimte aan 36 tot 48 passagiers voor dagvluchten en voor nachtvluchten waren 18 slaapplaatsen beschikbaar. Er kon 2.200 kilogram vracht worden meegenomen.
Pan Am zette de toestellen, de China Clipper, de Philippine Clipper en Hawaii Clipper, in voor diensten over de Grote Oceaan tussen San Francisco en Manilla. Deze reis duurde zo’n vijf dagen met stops in Honolulu, Midway, Wake, Guam en tot slot de eindbestemming Manilla. Vanaf 1938 vlogen de vliegboten door naar Hongkong.
In juli 1938 verdween de Hawaii Clipper op een reis van Guam naar Manilla. Hierbij kwamen negen bemanningsleden en vier passagiers om het leven. De oorzaak van dit ongeval is nooit bekend geworden.
Tijdens de Tweede Wereldoorlog nam het Amerikaanse leger de overgebleven twee toestellen over van Pan Am. De Philippine Clipper verongelukte in januari 1943 waarbij 19 personen omkwamen. In januari 1945 verongelukte de China Clipper op een vlucht van Miami naar Leopoldville, via Brazilië. Bij een tussenlanding in Port of Spain ging het mis waarbij doden zijn gevallen.
Bij Pan Am werd de Martin-130 opgevolgd door de Boeing 314, die meer passagiers en vracht kon meenemen en een groter bereik had.

## Fotogalerij

M-130 op land...
en in het water
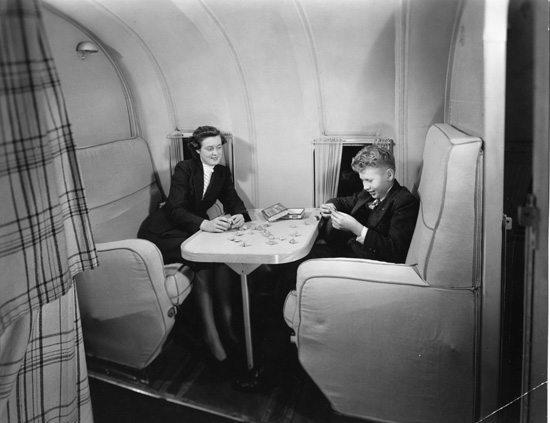
Passagierscabine
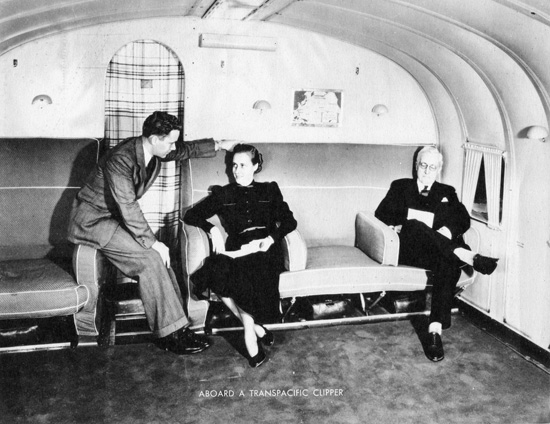
Passagierslounge